# Deventer
Deventerⓘ es un municipio y ciudad de la región de Salland, ubicada en la provincia de Overijssel, en los Países Bajos. Tiene una población estimada, en octubre de 2021, de 101 502 habitantes.
Está situada en la ribera del río IJssel. El municipio de Bathmen fue fusionado con Deventer el 1 de enero de 2005.

## Historia
Deventer probablemente fue fundada por el misionero inglés Lebuinus alrededor del año 768, quien construyó una iglesia de madera a orillas del río IJssel, origen de su puerto fluvial.
Fue saqueada y quemada por los vikingos en el año 882, después de lo cual fue reconstruida y fortificada con una muralla de tierra apisonada. Recibió sus derechos de ciudad en 956, cuando sus fortificaciones fueron reemplazadas por murallas de piedra en torno a la ciudad. Deventer fue miembro de la Liga Hanseática.
Aproximadamente desde 1300 albergó una celebérrima escuela de latín, fecundada por uno de sus naturales, Gerardo Groote (1340-1384), fundador de los Hermanos de la Vida Común, origen de la Devotio moderna. La escuela de latín alcanzó su culmen en el siglo XV bajo la dirección de Alexander Hegius von Heek (1433-1498), quien adoptó una pedagogía moderna e introdujo la enseñanza del griego, educando a gran número de importantes humanistas, entre los cuales el más famoso fue sin duda Erasmo de Róterdam, quien estudió allí desde 1475 hasta 1484, pero todavía brillaba a mediados del siglo XVII cuando enseñaba allí Johann Friedrich Gronovius. Deventer fue una de las primeras villas de los Países Bajos en introducir la imprenta (desde 1477). Desde el siglo XVI, su puerto fluvial y la villa declinaron un poco. Pero en el siglo XVIII se estableció la industria metalúrgica en Deventer, y en el siglo siguiente se consolidó como una ciudad industrial con producción química, textil y de maquinaria pesada, entre otras. 
En 1528 pasó a formar parte de los Países Bajos de los Habsburgo, sitiada varias veces durante la revuelta neerlandesa, pasó definitivamente a las Provincias Unidas de los Países Bajos en 1591. 
Anexionada al Primer Imperio francés, en 1810, fue asediada por las tropas de la Sexta Coalición desde el 12 de noviembre de 1812, hasta su toma el 26 de abril de 1814.
Por su condición portuaria e industrial fue duramente bombardeada durante la Segunda Guerra Mundial.

## Galería de imágenes

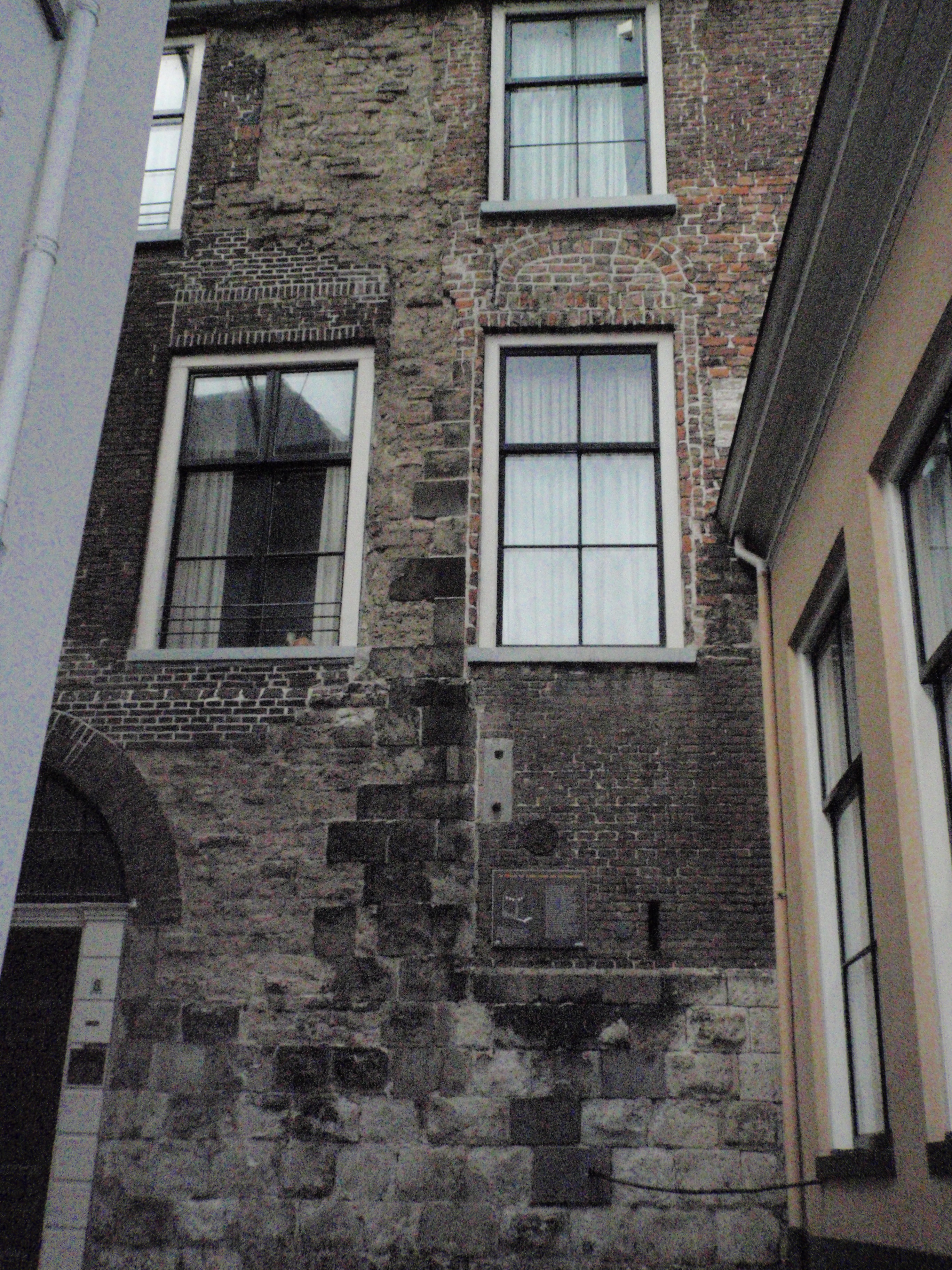
La Proosdij o casa del preboste, construida hacia 1130, es la casa de piedra más antigua de los Países Bajos
Una calle de la Ciudad Roja (1914-1916)
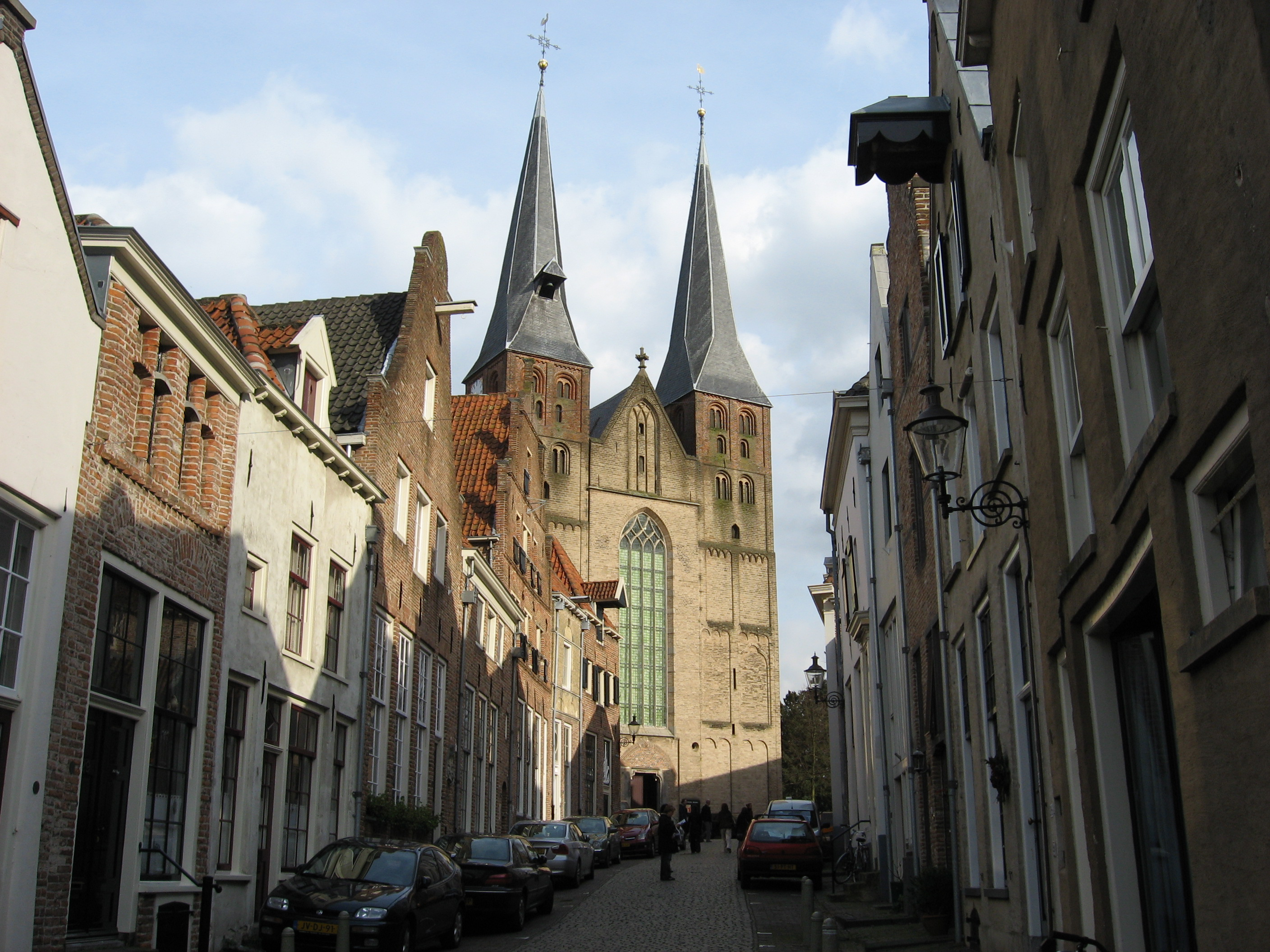
La Bergkerk o basílica de San Nicolás, edificación románica en el Bergkwartier, el barrio central de Deventer levantado sobre una duna
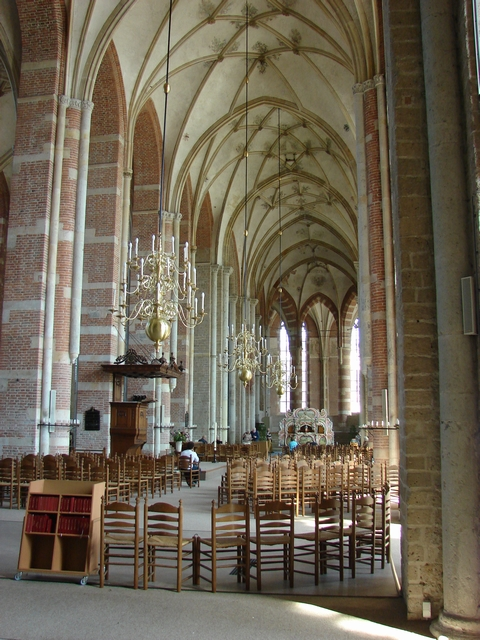
Nave de la Lebuïnuskerk o iglesia Grande, construcción gótica iniciada en 1450
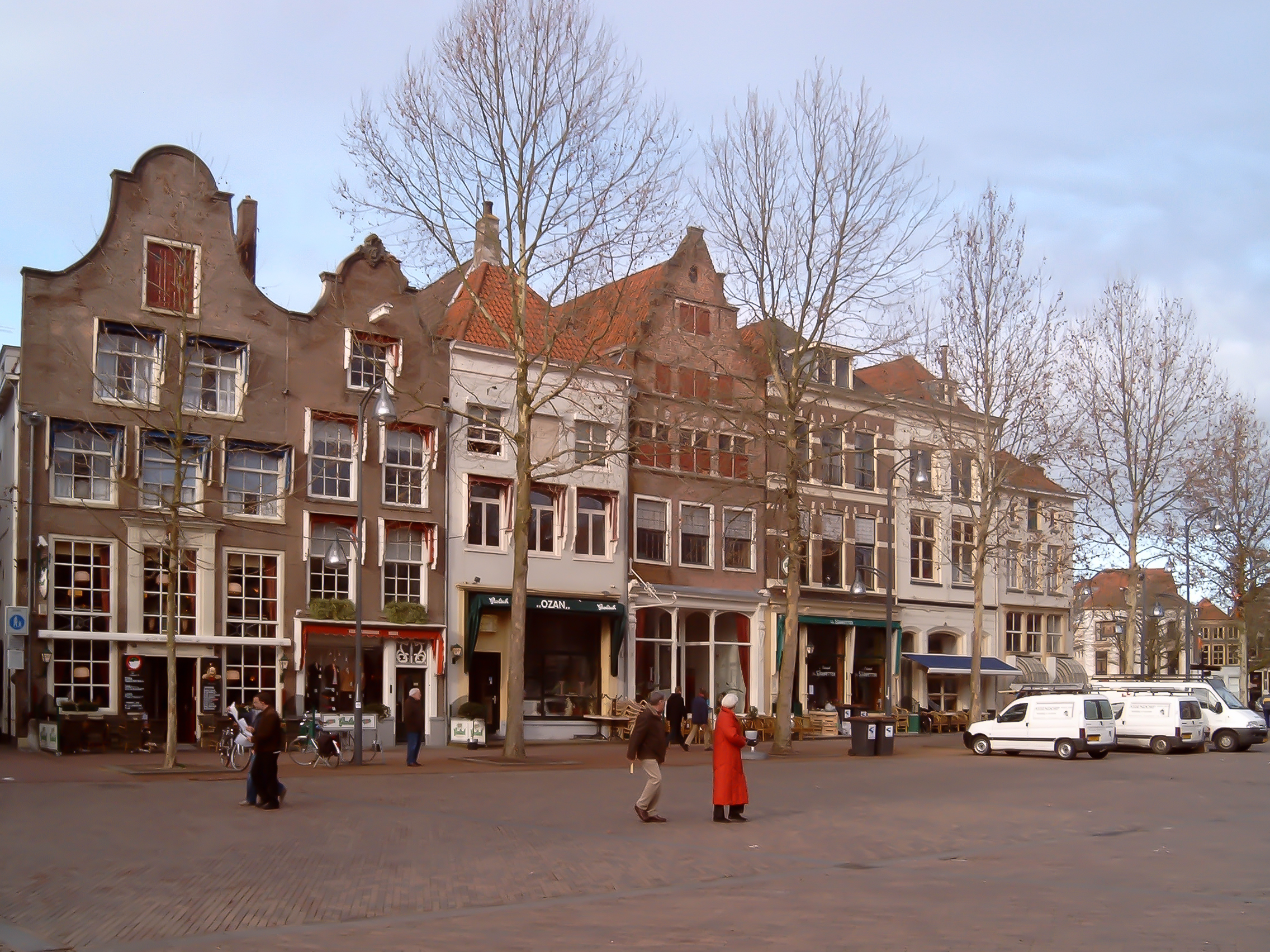
Vista en la calle: el Brink
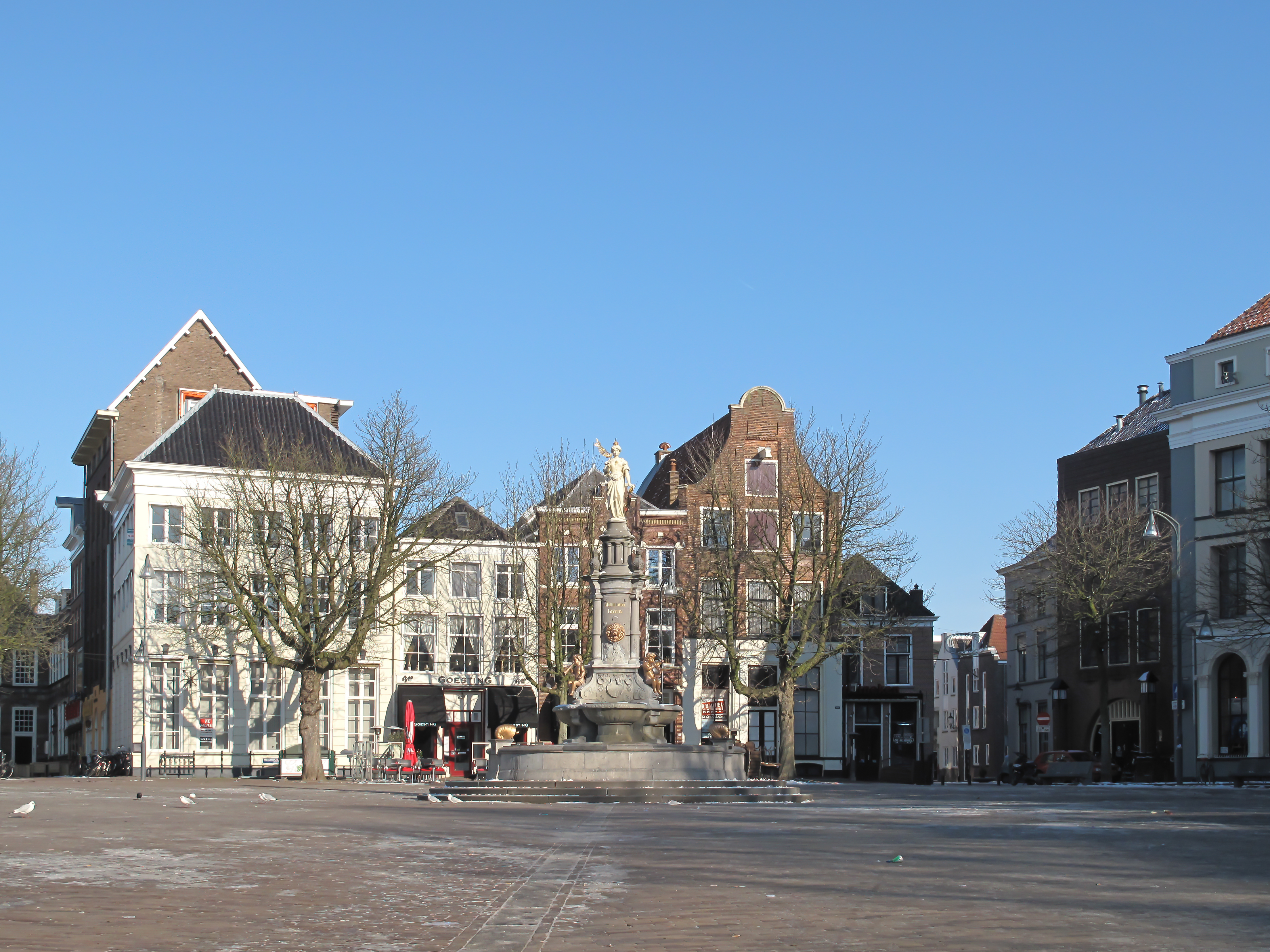
Vista en la calle: el Brink
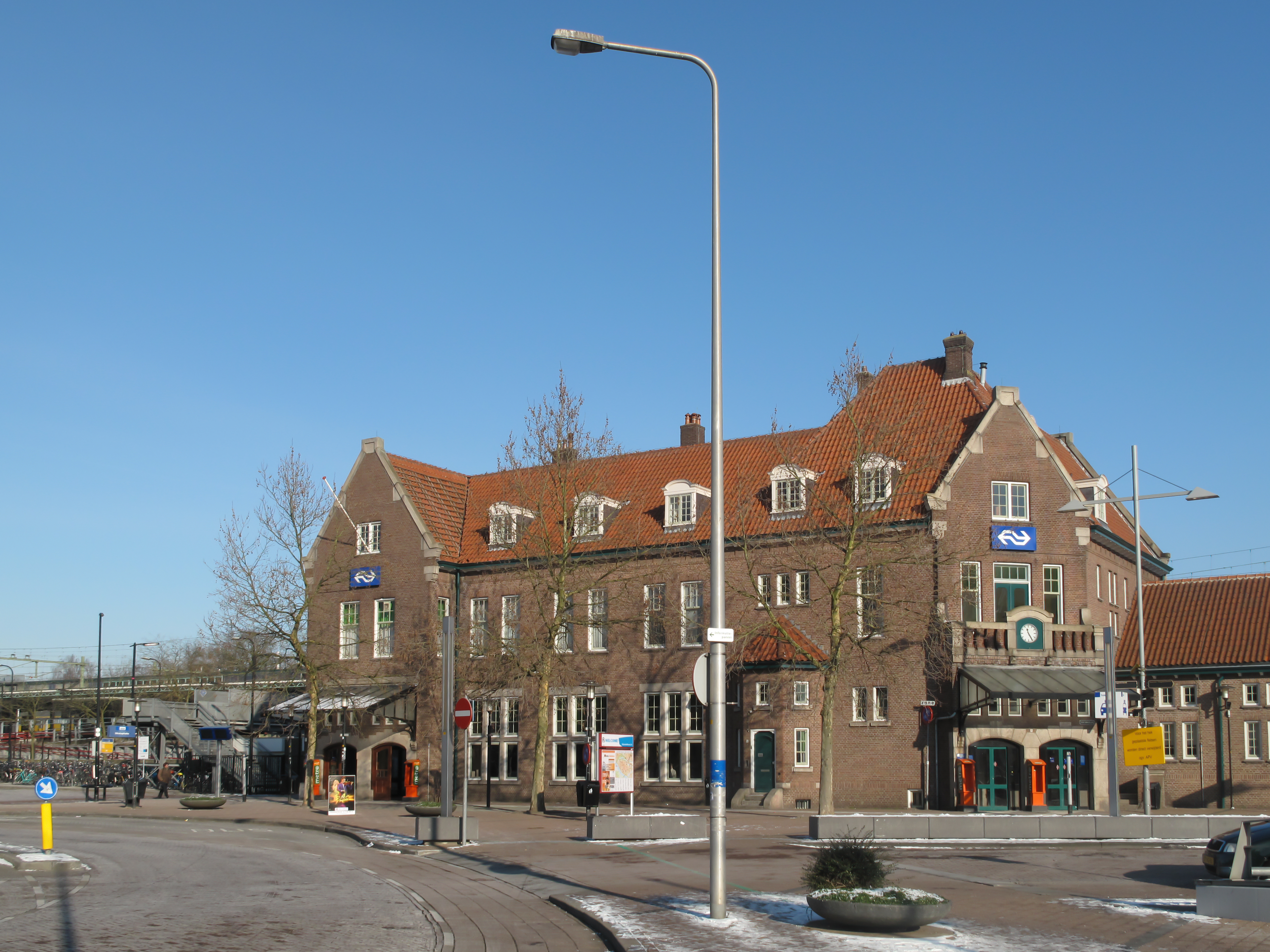
Estación central
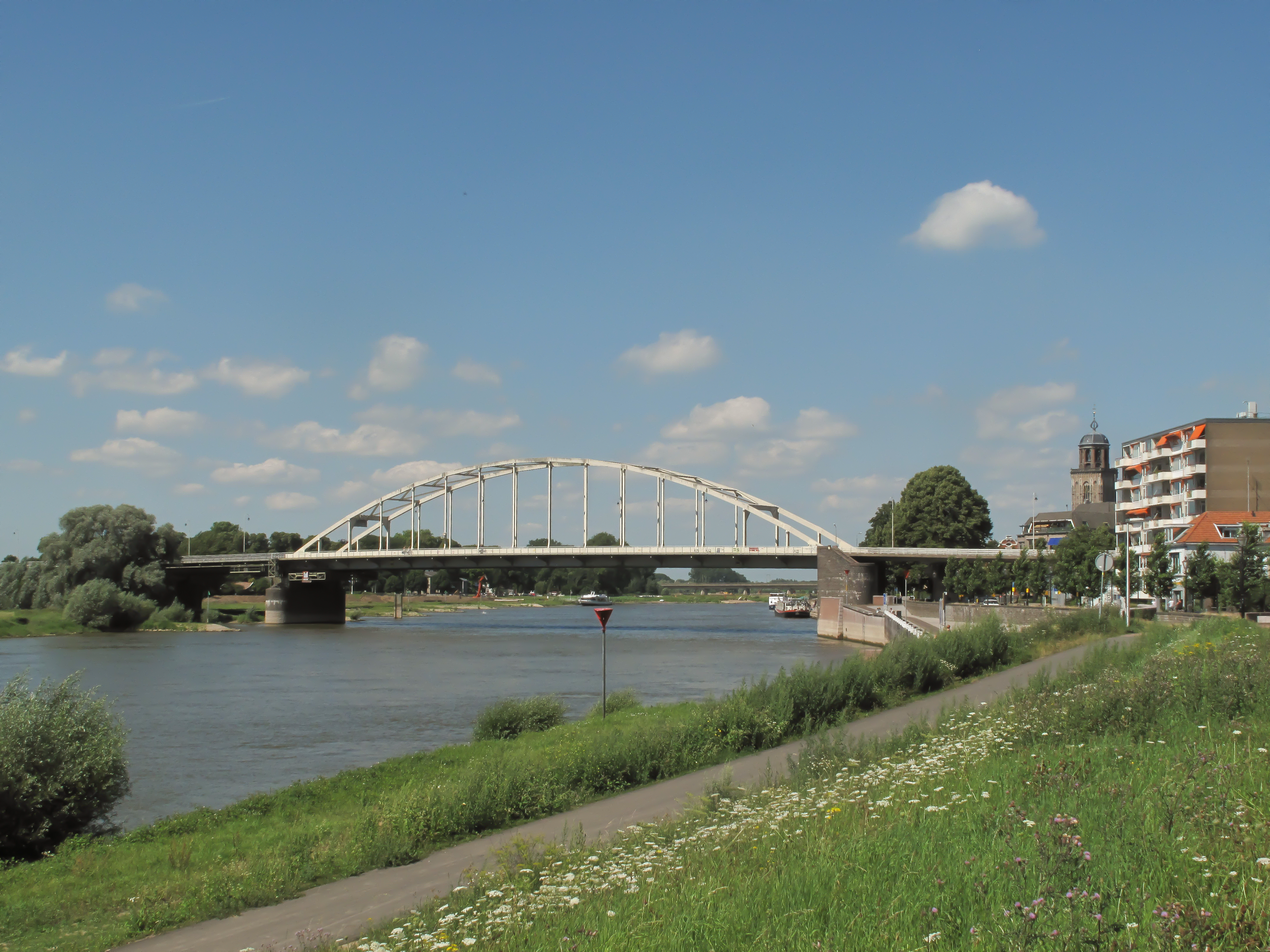
Puente: el Wilhelminabrug
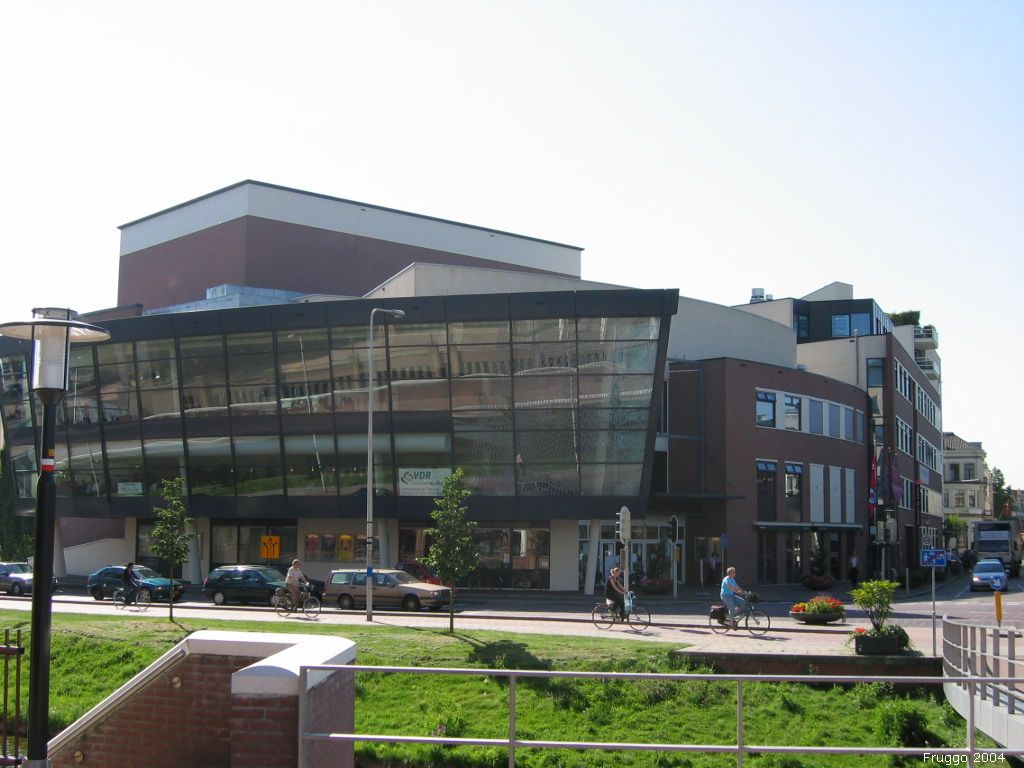
Teatro Schouwburg

## Deportes
| Equipo          | Deporte | Competición | Estadio          | Creación |
| --------------- | ------- | ----------- | ---------------- | -------- |
| Go Ahead Eagles | Fútbol  | Eredivisie  | De Adelaarshorst | 1902     |

## Personajes ilustres
- Gerardo Groote
- Matthias Quad
- Jan Pieterszoon Sweelinck
- Han van Meegeren
- Bert van Marwijk
- Victor Sikora

## Hermanamientos
- London (Ontario)
- Sibiu
- Tartu